# Мідвей (округ Вашингтон, Пенсільванія)
Мідвей (англ. Midway) — місто (англ. borough) в США, в окрузі Вашингтон штату Пенсільванія. Населення — 924 особи (2020).

## Географія
Мідвей розташований за координатами 40°22′7″ пн. ш. 80°17′28″ зх. д. / 40.36861° пн. ш. 80.29111° зх. д. (40.368664, -80.291209).  За даними Бюро перепису населення США в 2010 році місто мало площу 1,14 км², уся площа — суходіл.

## Демографія
Згідно з переписом 2010 року, у селищі мешкало 913 осіб у 369 домогосподарствах у складі 264 родин. Густота населення становила 801 особа/км².  Було 408 помешкань (358/км²).
Расовий склад населення:
| - 98,5 % — білих - 0,7 % — чорних або афроамериканців - 0,1 % — вихідців з тихоокеанських островів - 0,1 % — корінних американців - 0,1 % — азіатів |

До двох чи більше рас належало 0,2 %. Частка іспаномовних становила 0,5 % від усіх жителів.
За віковим діапазоном населення розподілялося таким чином: 21,9 % — особи молодші 18 років, 58,8 % — особи у віці 18—64 років, 19,3 % — особи у віці 65 років та старші. Медіана віку мешканця становила 41,7 року. На 100 осіб жіночої статі у селищі припадало 94,3 чоловіків;  на 100 жінок у віці від 18 років та старших — 92,2 чоловіків також старших 18 років.
Середній дохід на одне домашнє господарство  становив 55 175 доларів США (медіана — 53 438), а середній дохід на одну сім'ю — 59 052 долари (медіана — 55 000). За межею бідності перебувало 14,6 % осіб, у тому числі 28,4 % дітей у віці до 18 років та 0,0 % осіб у віці 65 років та старших.
Цивільне працевлаштоване населення становило 413 осіб. Основні галузі зайнятості: освіта, охорона здоров'я та соціальна допомога — 15,5 %, роздрібна торгівля — 13,3 %, виробництво — 12,1 %, транспорт — 11,4 %.